# Europäisches Rollstuhlhandball-Nationenturnier 2019
Das 4. Europäische Rollstuhlhandball-Nationenturnier wurde am 14. und 15. Dezember 2019 im kroatischen Zagreb ausgetragen. Es war die letzte Auflage des Turniers.
Kroatien nutzte seinen Heimvorteil und gewann durch einen 9:8-Finalsieg gegen Portugal seinen ersten Titel. Die Bronzemedaille sicherte sich Ungarn im Spiel um Platz 3 gegen Titelverteidiger Niederlande.

## Auslosung
Die Auslosung fand am 26. November 2019 im EHF-Hauptquartier in Wien statt. Spanien sagte seine Teilnahme kurzfristig ab und wurde durch Slowenien ersetzt.
| Topf 1                | Topf 2                 | Topf 3                 |
| --------------------- | ---------------------- | ---------------------- |
| - Kroatien - Portugal | - Ungarn - Niederlande | - Rumänien - Slowenien |

Zunächst wurden die Mannschaften der Töpfe zwei und drei in die Gruppen A und B gelost. Danach durfte sich Gastgeber Kroatien die Gruppe aussuchen und wählte Gruppe A. Portugal musste dadurch in Gruppe B.

## Spielplan

### Vorrunde

#### Wertungskriterien
Für die Bestimmung der Platzierungen galt folgende Hierarchie:
1. Punkte;
2. Punkte im direkten Vergleich;
3. Tordifferenz im direkten Vergleich;
4. erzielte Tore im direkten Vergleich;
5. Tordifferenz aus allen Spielen;
6. erzielte Tore aus allen Spielen.

Legende
Qualifiziert für die Halbfinalspiele

Qualifiziert für die Spiele um Platz 5

#### Gruppe A
| Pl.                      | Land     | Sp. | S | U | N | Tore    | Diff. | Punkte |
| ------------------------ | -------- | --- | - | - | - | ------- | ----- | ------ |
| 1.                       | Kroatien | 2   | 2 | 0 | 0 | 029:110 | +18   | 4      |
| 2.                       | Ungarn   | 2   | 1 | 0 | 1 | 018:170 | +1    | 2      |
| 3.                       | Rumänien | 2   | 0 | 0 | 2 | 014:330 | −19   | 0      |
| Stand: 14. Dezember 2019 |          |     |   |   |   |         |       |        |

| 14. Dezember 2019 10:00 Uhr | Rumänien                           | 8:18           | Kroatien              | Sutinska Vrela, Zagreb Zuschauer: 50 Schiedsrichter: Santos, Caçador |
| 14. Dezember 2019 10:00 Uhr | meiste Tore: Punga, Trandafir je 3 | (3:10)         | meiste Tore: Štimac 9 | Sutinska Vrela, Zagreb Zuschauer: 50 Schiedsrichter: Santos, Caçador |
| 14. Dezember 2019 10:00 Uhr | Strafen: 2×                        | Spielstatistik | Strafen: 1×           | Sutinska Vrela, Zagreb Zuschauer: 50 Schiedsrichter: Santos, Caçador |

| 14. Dezember 2019 12:30 Uhr | Ungarn                 | 15:6           | Rumänien             | Sutinska Vrela, Zagreb Zuschauer: 200 Schiedsrichter: Bubalo, Begović |
| 14. Dezember 2019 12:30 Uhr | meiste Tore: Tomolya 7 | (9:3)          | meiste Tore: Punga 3 | Sutinska Vrela, Zagreb Zuschauer: 200 Schiedsrichter: Bubalo, Begović |
| 14. Dezember 2019 12:30 Uhr | Strafen: 2×            | Spielstatistik | Strafen: 1×          | Sutinska Vrela, Zagreb Zuschauer: 200 Schiedsrichter: Bubalo, Begović |

| 14. Dezember 2019 14:30 Uhr | Kroatien              | 11:3           | Ungarn                                   | Sutinska Vrela, Zagreb Zuschauer: 80 Schiedsrichter: Santos, Caçador |
| 14. Dezember 2019 14:30 Uhr | meiste Tore: Štimac 7 | (5:0)          | meiste Tore: Szabó, Szilágyi, Tápai je 1 | Sutinska Vrela, Zagreb Zuschauer: 80 Schiedsrichter: Santos, Caçador |
| 14. Dezember 2019 14:30 Uhr | Strafen: 1×           | Spielstatistik | Strafen: 1× 2×                           | Sutinska Vrela, Zagreb Zuschauer: 80 Schiedsrichter: Santos, Caçador |

#### Gruppe B
| Pl.                      | Land        | Sp. | S | U | N | Tore    | Diff. | Punkte |
| ------------------------ | ----------- | --- | - | - | - | ------- | ----- | ------ |
| 1.                       | Portugal    | 2   | 2 | 0 | 0 | 027:80  | +19   | 4      |
| 2.                       | Niederlande | 2   | 1 | 0 | 1 | 021:160 | +5    | 2      |
| 3.                       | Slowenien   | 2   | 0 | 0 | 2 | 07:310  | −24   | 0      |
| Stand: 14. Dezember 2019 |             |     |   |   |   |         |       |        |

| 14. Dezember 2019 11:30 Uhr | Slowenien                            | 2:16           | Portugal             | Sutinska Vrela, Zagreb Zuschauer: 200 Schiedsrichter: Hunjadi, Zecevic |
| 14. Dezember 2019 11:30 Uhr | meiste Tore: Škaper, Stojaković je 1 | (1:10)         | meiste Tore: Gomes 5 | Sutinska Vrela, Zagreb Zuschauer: 200 Schiedsrichter: Hunjadi, Zecevic |
| 14. Dezember 2019 11:30 Uhr | Strafen: 1×                          | Spielstatistik | Strafen: 1×          | Sutinska Vrela, Zagreb Zuschauer: 200 Schiedsrichter: Hunjadi, Zecevic |

| 14. Dezember 2019 13:30 Uhr | Niederlande                 | 15:5           | Slowenien                       | Sutinska Vrela, Zagreb Zuschauer: 80 Schiedsrichter: Hunjadi, Zečević |
| 14. Dezember 2019 13:30 Uhr | meiste Tore: van den Ende 7 | (9:2)          | meiste Tore: Mušič, Škaper je 2 | Sutinska Vrela, Zagreb Zuschauer: 80 Schiedsrichter: Hunjadi, Zečević |
| 14. Dezember 2019 13:30 Uhr | Strafen: 2×                 | Spielstatistik |                                 | Sutinska Vrela, Zagreb Zuschauer: 80 Schiedsrichter: Hunjadi, Zečević |

| 14. Dezember 2019 15:30 Uhr | Portugal             | 11:6           | Niederlande                 | Sutinska Vrela, Zagreb Zuschauer: 200 Schiedsrichter: Bubalo, Begović |
| 14. Dezember 2019 15:30 Uhr | meiste Tore: Gomes 4 | (7:2)          | meiste Tore: van den Ende 4 | Sutinska Vrela, Zagreb Zuschauer: 200 Schiedsrichter: Bubalo, Begović |
| 14. Dezember 2019 15:30 Uhr | Strafen: 1× 3×       | Spielstatistik | Strafen: 1×                 | Sutinska Vrela, Zagreb Zuschauer: 200 Schiedsrichter: Bubalo, Begović |

### Finalspiele

#### Übersicht
|  | Halbfinalspiele | Halbfinalspiele | Halbfinalspiele |  |  | Finalspiele                                                    | Finalspiele | Finalspiele |
|  |                 |                 |                 |  |  |                                                                |             |             |
|  | 1. Halbfinale   |                 |                 |  |  |                                                                |             |             |
|  | A1              | Kroatien        | 11              |  |  |                                                                |             |             |
|  | B2              | Niederlande     | 7               |  |  |                                                                |             |             |
|  |                 |                 |                 |  |  |                                                                |             |             |
|  |                 |                 |                 |  |  | Finale                                                         |             |             |
|  |                 |                 |                 |  |  | A1                                                             | Kroatien    | 9           |
|  |                 |                 |                 |  |  | B1                                                             | Portugal    | 8           |
|  |                 |                 |                 |  |  |                                                                |             |             |
|  | 2. Halbfinale   |                 |                 |  |  |                                                                |             |             |
|  | A2              | Ungarn          | 2               |  |  |                                                                |             |             |
|  | B1              | Portugal        | 13              |  |  |                                                                |             |             |
|  |                 |                 |                 |  |  |                                                                |             |             |
|  |                 |                 |                 |  |  | Spiel um Platz 3                                               |             |             |
|  |                 |                 |                 |  |  | B2                                                             | Niederlande | 3           |
|  |                 |                 |                 |  |  | A2                                                             | Ungarn      | 6           |
|  |                 |                 |                 |  |  |                                                                |             |             |
|  |                 |                 |                 |  |  |                                                                |             |             |
|  |                 |                 |                 |  |  | Spiele um Platz 5                                              |             |             |
|  |                 |                 |                 |  |  | A3                                                             | Rumänien    | 25          |
|  |                 |                 |                 |  |  | B3                                                             | Slowenien   | 18          |
|  |                 |                 |                 |  |  | Addition aus beiden Spielen Hin: 15:18 – Rück: 10:0 (kampflos) |             |             |

#### Halbfinalspiele
| 15. Dezember 2019 11:00 Uhr | Kroatien                 | 11:7           | Niederlande           | Sutinska Vrela, Zagreb Zuschauer: 150 Schiedsrichter: Santos, Caçador |
| 15. Dezember 2019 11:00 Uhr | meiste Tore: Demirović 6 | (4:4)          | meiste Tore: Dokkum 4 | Sutinska Vrela, Zagreb Zuschauer: 150 Schiedsrichter: Santos, Caçador |
| 15. Dezember 2019 11:00 Uhr | Strafen: 3×              | Spielstatistik | Strafen: 2×           | Sutinska Vrela, Zagreb Zuschauer: 150 Schiedsrichter: Santos, Caçador |

| 15. Dezember 2019 12:00 Uhr | Ungarn                          | 2:13           | Portugal               | Sutinska Vrela, Zagreb Zuschauer: 150 Schiedsrichter: Hunjadi, Zecevic |
| 15. Dezember 2019 12:00 Uhr | meiste Tore: Jancsó, Weisz je 1 | (1:9)          | meiste Tore: Queirós 7 | Sutinska Vrela, Zagreb Zuschauer: 150 Schiedsrichter: Hunjadi, Zecevic |
| 15. Dezember 2019 12:00 Uhr | Strafen: 1×                     | Spielstatistik |                        | Sutinska Vrela, Zagreb Zuschauer: 150 Schiedsrichter: Hunjadi, Zecevic |

#### Spiele um Platz 5
| 15. Dezember 2019 09:00 Uhr | Hinspiel: Rumänien                    | 15:18          | Slowenien            | Sutinska Vrela, Zagreb Zuschauer: 100 Schiedsrichter: Bubalo, Begović |
| 15. Dezember 2019 09:00 Uhr | meiste Tore: Mititelu, Trandafir je 4 | (5:10)         | meiste Tore: Mušič 9 | Sutinska Vrela, Zagreb Zuschauer: 100 Schiedsrichter: Bubalo, Begović |
| 15. Dezember 2019 09:00 Uhr |                                       | Spielstatistik | Strafen: 1× 3×       | Sutinska Vrela, Zagreb Zuschauer: 100 Schiedsrichter: Bubalo, Begović |

| 15. Dezember 2019 13:00 Uhr | Rückspiel: Slowenien | 0:10 | Rumänien | Sutinska Vrela, Zagreb |
| 15. Dezember 2019 13:00 Uhr | (kampflos)           |      |          | Sutinska Vrela, Zagreb |
| 15. Dezember 2019 13:00 Uhr | Spielstatistik       |      |          | Sutinska Vrela, Zagreb |

|  | Addition aus Hin- und Rückspiel: Rumänien | 25:18 | Slowenien |  |
|  |                                           |       |           |  |
|  |                                           |       |           |  |

#### Spiel um Platz 3
| 15. Dezember 2019 14:00 Uhr | Niederlande           | 3:6            | Ungarn                 | Sutinska Vrela, Zagreb Zuschauer: 150 Schiedsrichter: Santos, Caçador |
| 15. Dezember 2019 14:00 Uhr | meiste Tore: Dokkum 2 | (1:3)          | meiste Tore: Tomolya 7 | Sutinska Vrela, Zagreb Zuschauer: 150 Schiedsrichter: Santos, Caçador |
| 15. Dezember 2019 14:00 Uhr | Strafen: 1×           | Spielstatistik | Strafen: 1×            | Sutinska Vrela, Zagreb Zuschauer: 150 Schiedsrichter: Santos, Caçador |

#### Finale
| 15. Dezember 2019 15:00 Uhr | Kroatien                            | 9:8            | Portugal               | Sutinska Vrela, Zagreb Zuschauer: 200 Schiedsrichter: Bubalo, Begović |
| 15. Dezember 2019 15:00 Uhr | meiste Tore: Demirović, Štimac je 4 | (3:4)          | meiste Tore: Queirós 6 | Sutinska Vrela, Zagreb Zuschauer: 200 Schiedsrichter: Bubalo, Begović |
| 15. Dezember 2019 15:00 Uhr | Strafen: 1× 2×                      | Spielstatistik | Strafen: 2× 1×         | Sutinska Vrela, Zagreb Zuschauer: 200 Schiedsrichter: Bubalo, Begović |

## All-Star-Team
| Spieler             | Team        |
| ------------------- | ----------- |
| Joyce van Haaster   | Niederlande |
| Ademir Demirović    | Kroatien    |
| Martijn Dokkum      | Niederlande |
| Iderlindo Gomes     | Portugal    |
| Ricardo Queirós     | Portugal    |
| Ante Štimac         | Kroatien    |
| Péter Lajos Tomolya | Ungarn      |

## Statistiken

### Torschützenliste
| Pl.              | Spieler              | Team             | Tore             | 7m-Tore                  | Spiele                   | ∅ Tore/Spiel             |
| ---------------- | -------------------- | ---------------- | ---------------- | ------------------------ | ------------------------ | ------------------------ |
| 01.              | Ante Štimac          | Kroatien         | 25               | 0                        | 4                        | 6,25                     |
| 02.              | Ricardo Queirós      | Portugal         | 20               | 0                        | 4                        | 5                        |
| 03.              | William van den Ende | Niederlande      | 14               | 0                        | 4                        | 3,5                      |
| 04.              | Iderlindo Gomes      | Portugal         | 12               | 0                        | 4                        | 3                        |
| 05.              | Enis Mušič           | Slowenien        | 11               | 0                        | 3                        | 3,67                     |
| 05.              | Péter Lajos Tomolya  | Ungarn           | 11               | 0                        | 3                        | 3,67                     |
| 07.              | Ademir Demirović     | Kroatien         | 10               | 1                        | 2                        | 5                        |
| 07.              | Martijn Dokkum       | Niederlande      | 10               | 0                        | 4                        | 2,5                      |
| 09.              | Petru Punga          | Rumänien         | 9                | 0                        | 3                        | 3                        |
| 09.              | Aljoša Škaper        | Slowenien        | 9                | 1                        | 3                        | 3                        |
| 09.              | Marian Trandafir     | Rumänien         | 9                | 0                        | 3                        | 3                        |
| 12.              | János Tápai          | Ungarn           | 8                | 0                        | 3                        | 2,67                     |
| …                |                      |                  |                  |                          |                          |                          |
| Best-/Höchstwert | Best-/Höchstwert     | Best-/Höchstwert | Best-/Höchstwert | Stand: 15. Dezember 2019 | Stand: 15. Dezember 2019 | Stand: 15. Dezember 2019 |

### Team-Fair-Play
| Pl.                                                                            | Team                        | Spiele                      |                             |                             |                          |                          | Punkte 1                 | Punkte 1                 |
| Pl.                                                                            | Team                        | Spiele                      | total                       | ∅ pro Spiel                 |                          |                          |                          |                          |
| ------------------------------------------------------------------------------ | --------------------------- | --------------------------- | --------------------------- | --------------------------- | ------------------------ | ------------------------ | ------------------------ | ------------------------ |
| 1.                                                                             | Rumänien                    | 3                           | 0                           | 0                           | 1                        | 2                        | 4                        | 1,33                     |
| 2.                                                                             | Slowenien                   | 3                           | 0                           | 0                           | 3                        | 2                        | 8                        | 2,67                     |
| 3.                                                                             | Kroatien                    | 4                           | 0                           | 0                           | 3                        | 6                        | 12                       | 3                        |
| Niederlande                                                                    | 4                           | 0                           | 0                           | 3                           | 6                        | 12                       | 3                        |                          |
| 5.                                                                             | Ungarn                      | 4                           | 0                           | 0                           | 5                        | 5                        | 15                       | 3,75                     |
| 6.                                                                             | Portugal                    | 4                           | 0                           | 1                           | 5                        | 4                        | 19                       | 4,75                     |
| 1 Punktesumme: 1 Punkt – 2 Punkte – 5 Punkte (gilt auch bei 3 × ) – 10 Punkte. |                             |                             |                             |                             |                          |                          |                          |                          |
| Bestwert schlechtester Wert                                                    | Bestwert schlechtester Wert | Bestwert schlechtester Wert | Bestwert schlechtester Wert | Bestwert schlechtester Wert | Stand: 15. Dezember 2019 | Stand: 15. Dezember 2019 | Stand: 15. Dezember 2019 | Stand: 15. Dezember 2019 |

## Abschlussplatzierungen
| Rang   | Mannschaft  |
| ------ | ----------- |
| Gold   | Kroatien    |
| Silber | Portugal    |
| Bronze | Ungarn      |
| 4      | Niederlande |
| 5      | Rumänien    |
| 6      | Slowenien   |

## Aufgebote
| 1. | 2. | 3. | 4. | 5. | 6. |
| --- | --- | --- | --- | --- | --- |
| Nikola Bistrović (Torwart) Emil Baliga Maša Bulatović Ademir Demirović Filip Jadrijev Filip Marić Zdenko Matić Nirvana Moschella Jelena Šišić Ante Štimac Matija Tensić Stipo Tokić Lukrecija Tomušić Ivica Vujica | Marco Francisco (Torwart) Pedro Marques (Torwart) Iderlindo Gomes João Jerónimo Diana Machado Adriano Mendes João Pedro Ricardo Queirós Maria Relvas Rui Rodrigues Euclides Soares Etelvina Vieira | Jószef Mihály Antal (Torwart) Szabolcs Jószef Fekete (Torwart) István Csaba Bihari Tamás Jancsó Zsolt Kanyó Norbert Lévai Nikolett Matusek Éva Szabóné Sipos Lőrinc József Szabó Erzsébet Szilágyi János Tápai Péter Lajos Tomolya Zoltán Tóth Krisztián Veleg Róbert László Weisz | Joyce van Haaster (Torwart) Wilhelmina van Chastelet Martijn Dokkum William van den Ende Vera Enthoven Cornelis Gravemade Bjorn de Groot Ruderikus van der Helm Marcell Jansen Bas Jonker Rob van de Kuil Maurice Poot Rafael Verheij | Alin Horațiu Huțanu (Torwart) Valeriu Adrian Mocanu (Torwart) Cristian Alexandru Ovidiu Corneliu Ciobotaru Camelia Daniela Dijmărescu Alina Nicoleta Dutu Ionuț Marius Grosu Petru Ciprian Leizeriuc Daniel Mititelu Sorin Alexandru Para Petru Punga Marcel Scutaru Luminița Smau Marian Trandafir | Simon Gračnar (Torwart) Vinko Hren (Torwart) Petra Beja Matej Lednik Enis Mušič Vesna Novak Aljoša Škaper Nejc Stakne Nenad Stojaković Anton Zakrajšek |
| Ivan Dragić (Trainer) | Danilo Ferreira (Trainer) | Pál István Szappanos (Trainer) | Jarin Plasmeyer (Trainer) | Aihan Omer (Trainer) | Tone Barič (Trainer) |